# Emma Willard

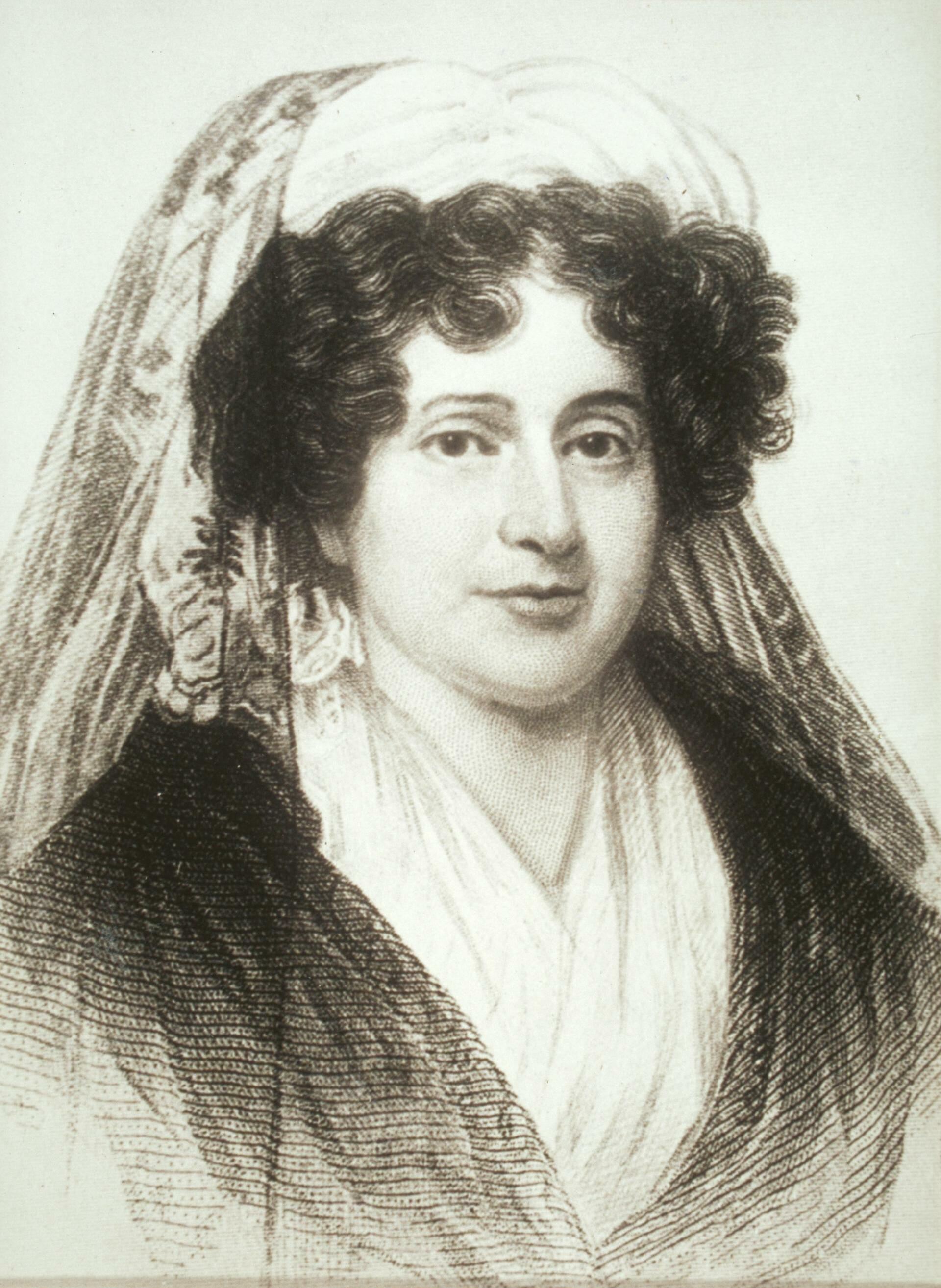
Porträt von Emma Willard

Emma Willard (Geburtsname: Emma Hart) (* 23. Februar 1787 in Berlin, Connecticut; † 15. April 1870 in Troy, New York) war eine US-amerikanische Pädagogin und Pionierin auf dem Gebiet der höheren Bildung für Frauen und der Koedukation in den USA.

## Leben

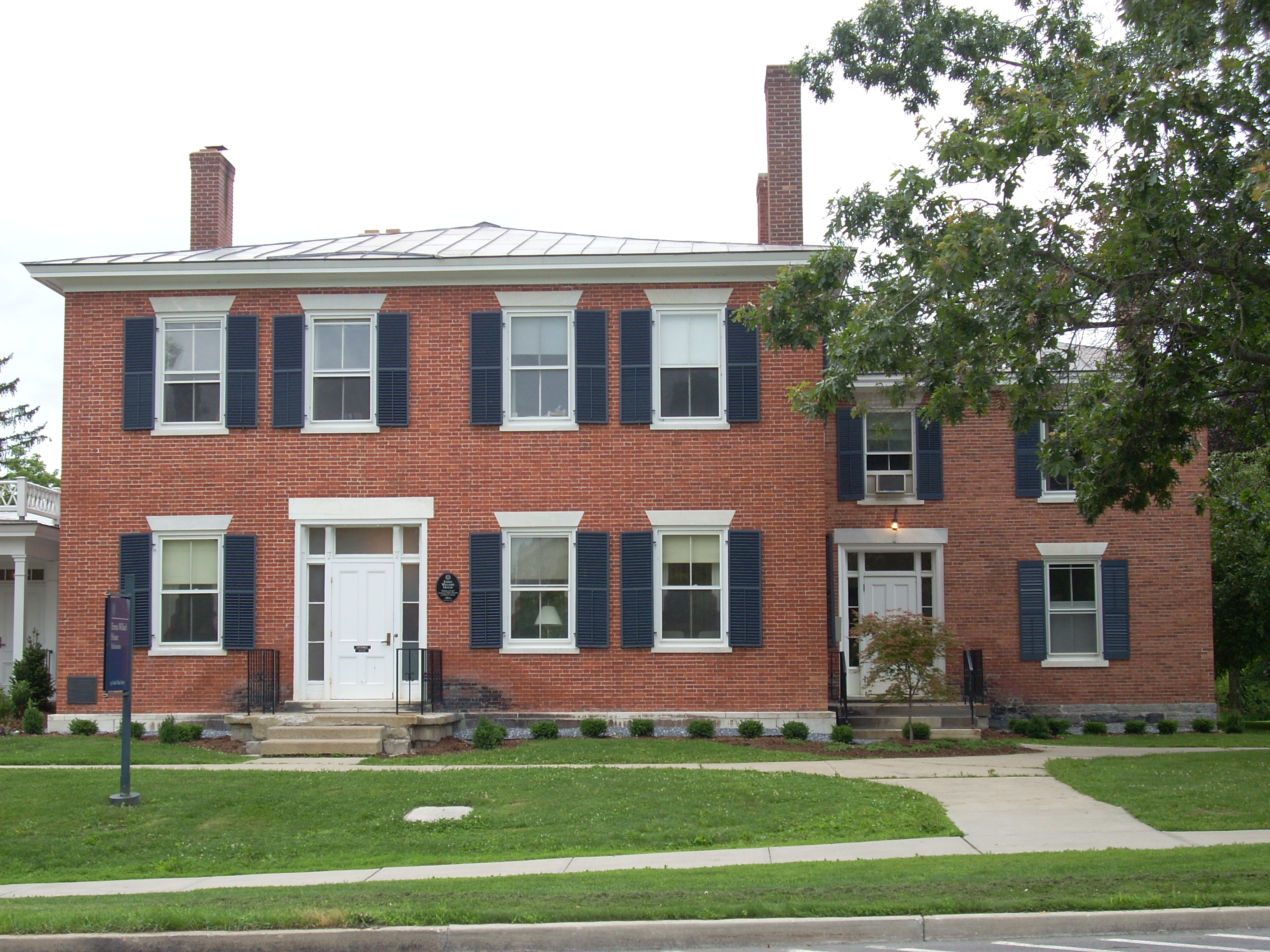
Wohnhaus von Emma Willard in Middlebury

Die Tochter des Kaufmanns und Politikers Samuel Hart erhielt ihre Schulbildung an Schulen in Berlin sowie Hartford und nahm danach 1803 im Alter von sechzehn Jahren eine Tätigkeit als Lehrerin auf. Nachdem sie als Rektorin an verschiedenen Schulen gearbeitet hatte, übernahm sie die Leitung einer Bildungseinrichtung in Middlebury und heiratete dort 1809 den Arzt und Bankier sowie damaligen US Marshal von Vermont, Dr. John Willard.
1814 eröffnete sie mit der Unterstützung ihres Ehemannes ein Internat für Mädchen in Middlebury, an dem sie Unterrichtsfächer für Geometrie und Philosophie einführte, die bei Mädchen zu dieser Zeit nicht unterrichtet wurden. Daneben betrieb sie auch zahlreiche Änderungen der damals üblichen Unterrichtsmethoden. Dort wuchs ihr Entschluss, ein Seminar für die höhere Bildung von Mädchen zu gründen und verfasste diesen 1818 in einer Abhandlung über die Bildung von Frauen (Treatise on the Education of Women), die sie 1819 als Anschreiben an das Repräsentantenhaus von Vermont richtete und die auf dem Emma Willard Memorial in Troy als The Magna Charta for Higher Education of Women in America bezeichnet wird.
Noch 1819 eröffnete sie eine Schule in Waterford, die von der Regierung des Bundesstaates New York anerkannt und unterstützt wurde. 1821 verzog sie nach Troy, wo ihr ein adäquates Gebäude zur Verfügung gestellt wurde, um dort das Troy Female Seminary, die heutige Emma Willard School, zu gründen. Nach dem Tode ihres Ehemannes 1825 leitete sie die von ihr gegründeten Schulen erfolgreich allein weiter.
1830 unternahm sie eine Reise nach Europa und veröffentlichte anschließend Journal and Letters from France and Great Britain (1833), dessen Verkaufserlöse sie für eine auf ihre Initiative hin gegründete Schule in Griechenland stiftete, an der einheimische Frauen als Lehrerinnen ausgebildet wurden. Bei diesem Projekt arbeitete sie unter anderem mit ihrer jüngeren Schwester Almira Lincoln Phelps, Sarah Josepha Hale und Lydia Sigourney zusammen.
Nachdem sie 1838 die Leitung der von ihr gegründeten Bildungseinrichtungen an ihren Sohn John Hart Willard und dessen Frau übergeben hatte, heiratete sie 1838 den Arzt Dr. Christopher Yates, von dem sie sich allerdings bereits 1843 wieder scheiden ließ und ihren bisherigen Namen wieder annahm.
In den Jahren vor ihrem Tod lebte sie in Troy und befasste sich dort mit der Überarbeitung zahlreicher Schulbücher und der Öffentlichkeitsarbeit für höhere Bildung. 1846 unternahm sie eine ausgedehnte Reise durch die Weststaaten und Südstaaten der USA, um Reden auf Versammlungen von Lehrern zu halten. 1854 gehörte sie zu den Teilnehmern eines weltweiten Bildungsforum in London.
Emma Willard, die als Pionierin auf dem Gebiet der höheren Bildung für Frauen in den USA angesehen wird, unterrichtete selbst im Laufe ihrer beruflichen Laufbahn rund 5000 Schulkinder. Durch die Durchsetzung der gleichen Unterrichtsfächer für Mädchen schuf sie letztlich auch die Grundlagen für die Gemeinschaftserziehung von Mädchen und Jungen in den USA.

## Veröffentlichungen
Neben ihrer eigenen Lehrtätigkeit verfasste sie zahlreiche, weit verbreitete Schulbücher zu Fächern wie Geschichte, Geographie, Biologie, Astronomie, die auch in mehrere europäische und asiatische Sprachen übersetzt wurden. Zu ihren wichtigsten Veröffentlichungen gehören:
- The Woodbridge and Willard Geographies and Atlases, comprising a universal geography and atlas, a school geography and atlas, an ancient geography and atlas, geography for beginners, and atlas (1823)
- History of the United States, or Republic of America (New York, 1828)
- Universal History in Perspective (1837)
- Treatise on the Circulation of the Blood (1846)
- Respiration and its Effects, particularly as respects Asiatic Cholera (1849)
- Last Leaves of American History (1849)
- Astronomy (1853)
- Morals for the Young (1857)

Neben zahlreichen Artikeln und Essays verfasste sie auch Gedichte wie „Reeked in the Cradle of the Deep“, die 1830 in einer Anthologie erschienen.

## Ehrungen
Emma Willard wurde unter anderem durch die posthume Aufnahme in die Hall of Fame for Great Americans in New York City geehrt.
Ihr Wohnhaus in Middlebury, das heute als Verwaltungsgebäude für das Middlebury College genutzt wird, gehört unter dem Namen Emma Willard House zu den National Historic Landmarks in Vermont.